# Качели-балансир
Каче́ли-баланси́р (также качели-доска, качалка) — разновидность «шатающихся» качелей для двоих или более человек в виде длинной балки, подвешенной в центре тяжести на шарнире так, что она может качаться в вертикальной плоскости.

## Разновидности
Подобные качели могут существовать в различных вариантах: качающиеся могут сидеть на противоположных концах балки или же висеть на них на руках.

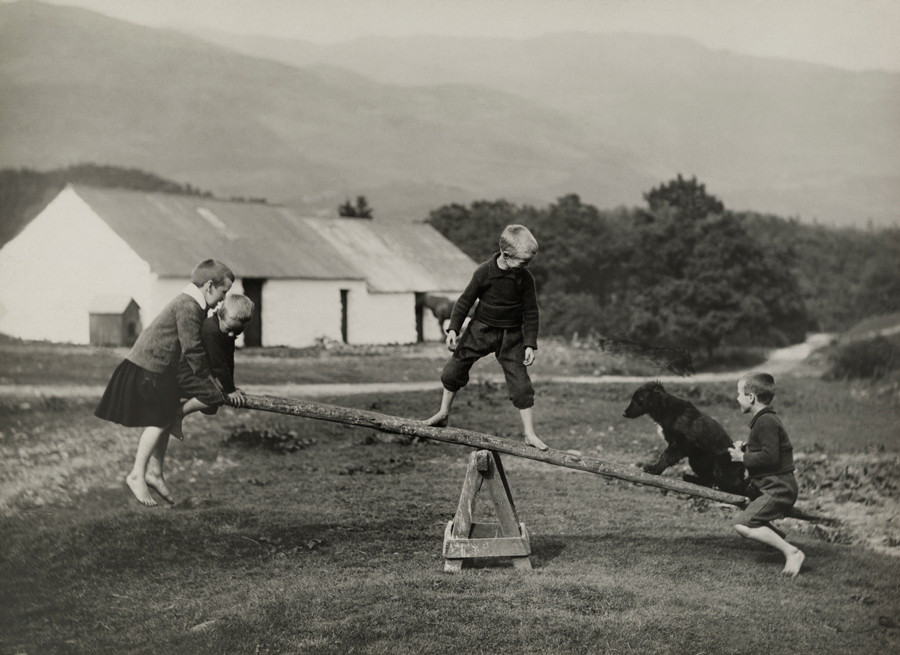
Деревянные качели-балансир в Шотландии
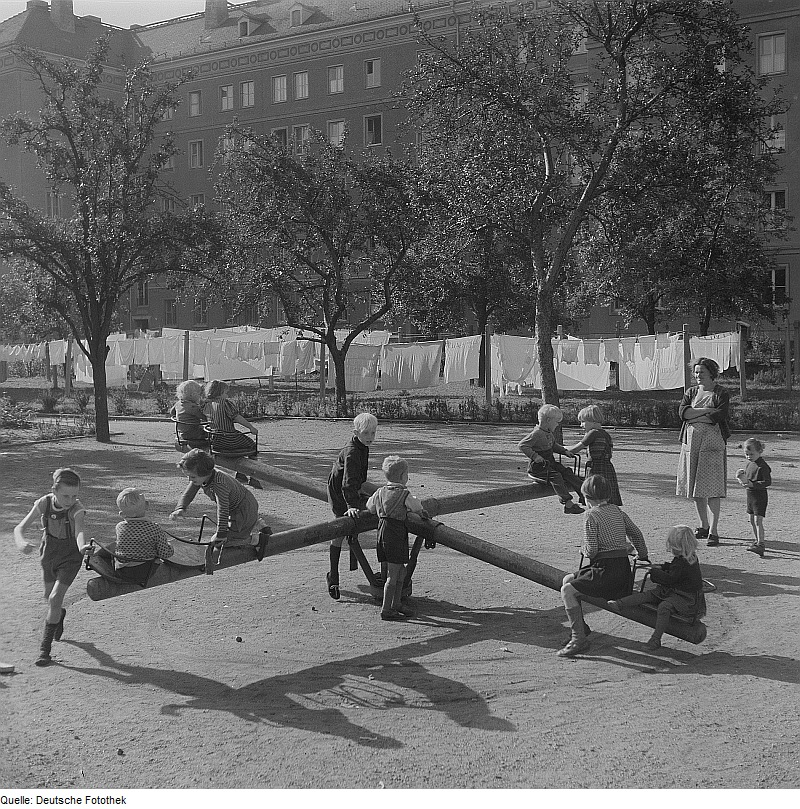
Качели в Дрездене с четырьмя сиденьями
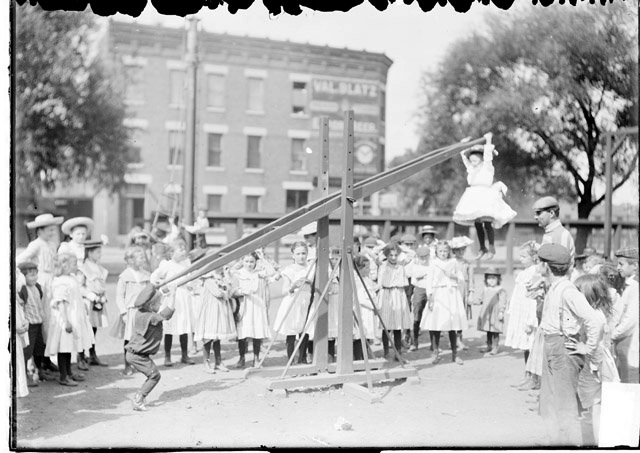
Качели в Чикаго, на которых висят, ухватившись руками

## Названия
В большинстве не только языков, но и стран для качелей такого типа существуют особые названия. Например, в Великобритании они называются «seesaw» (первые упоминания этого термина относятся к середине XVII века), тогда как в США — «teeter-totter».

## Галерея

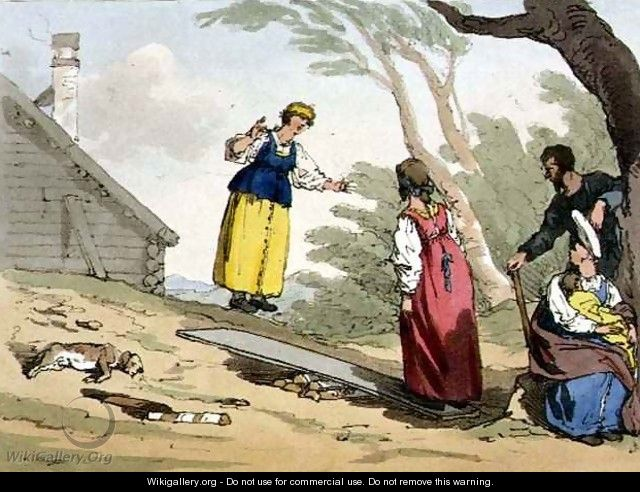
Джон Огастес Аткинсон. Игра «Скакать на доске». XIX век
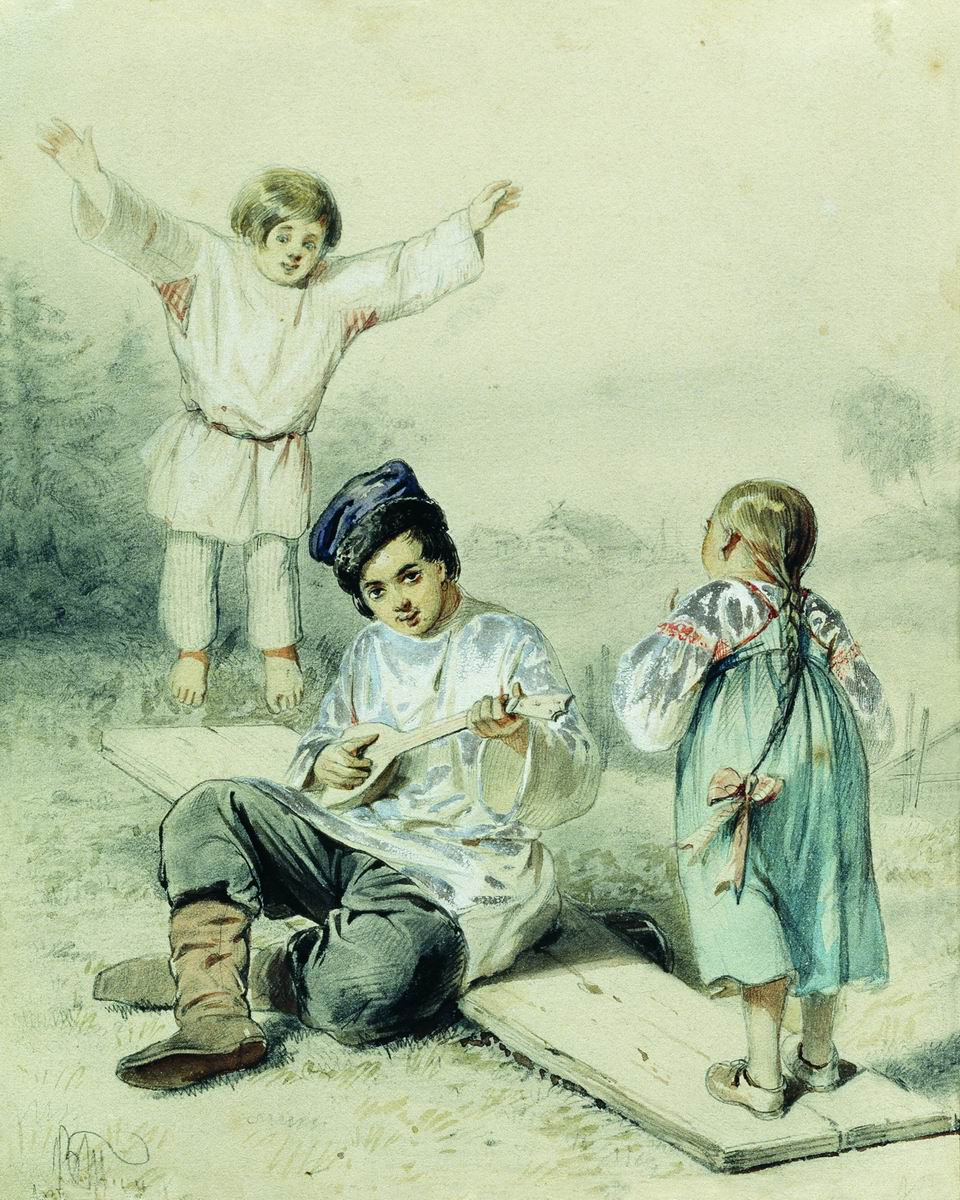
В. Ф. Тимм. Дети качаются на доске. XIX век
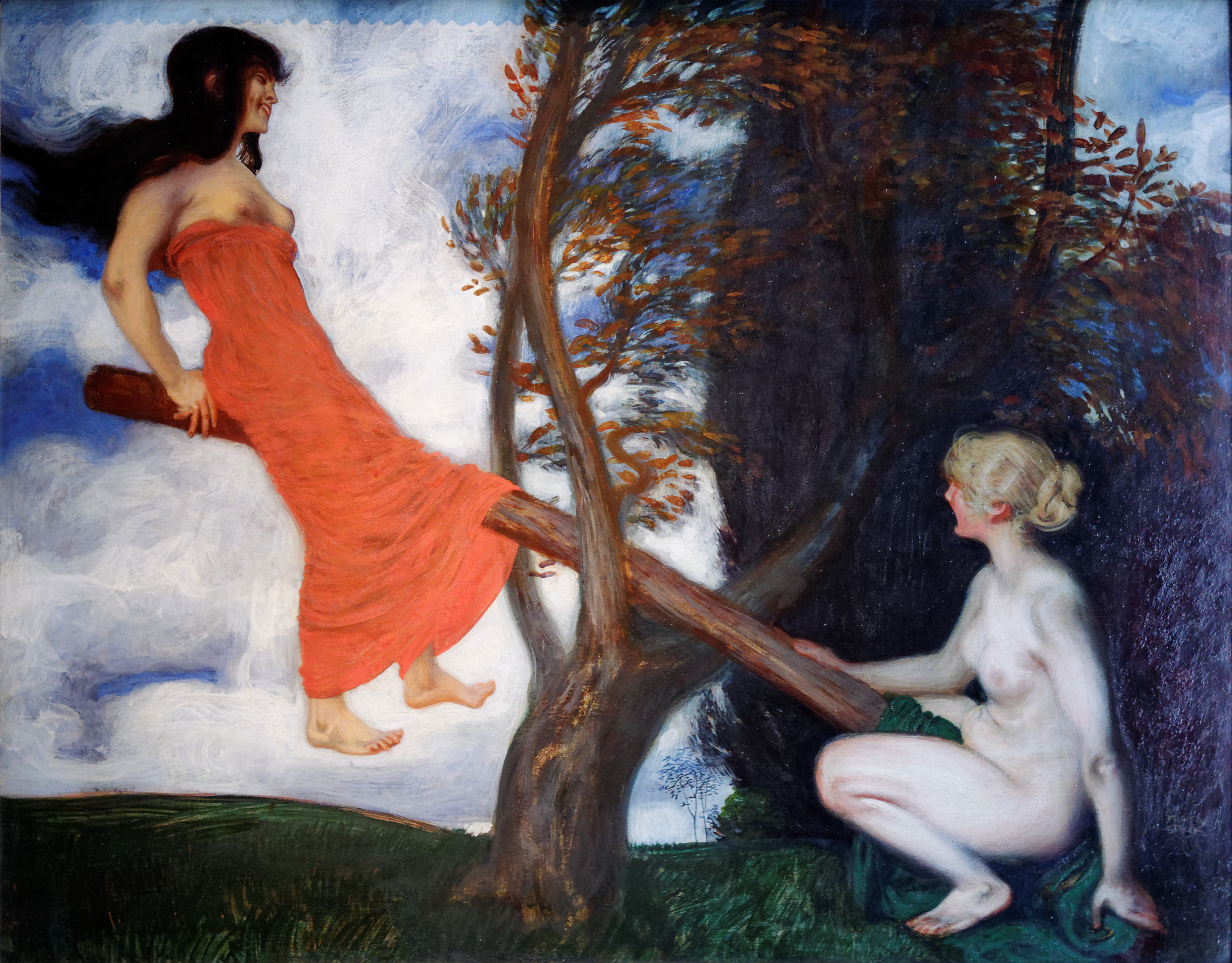
Franz von Stuck. La balançoire. 1898.
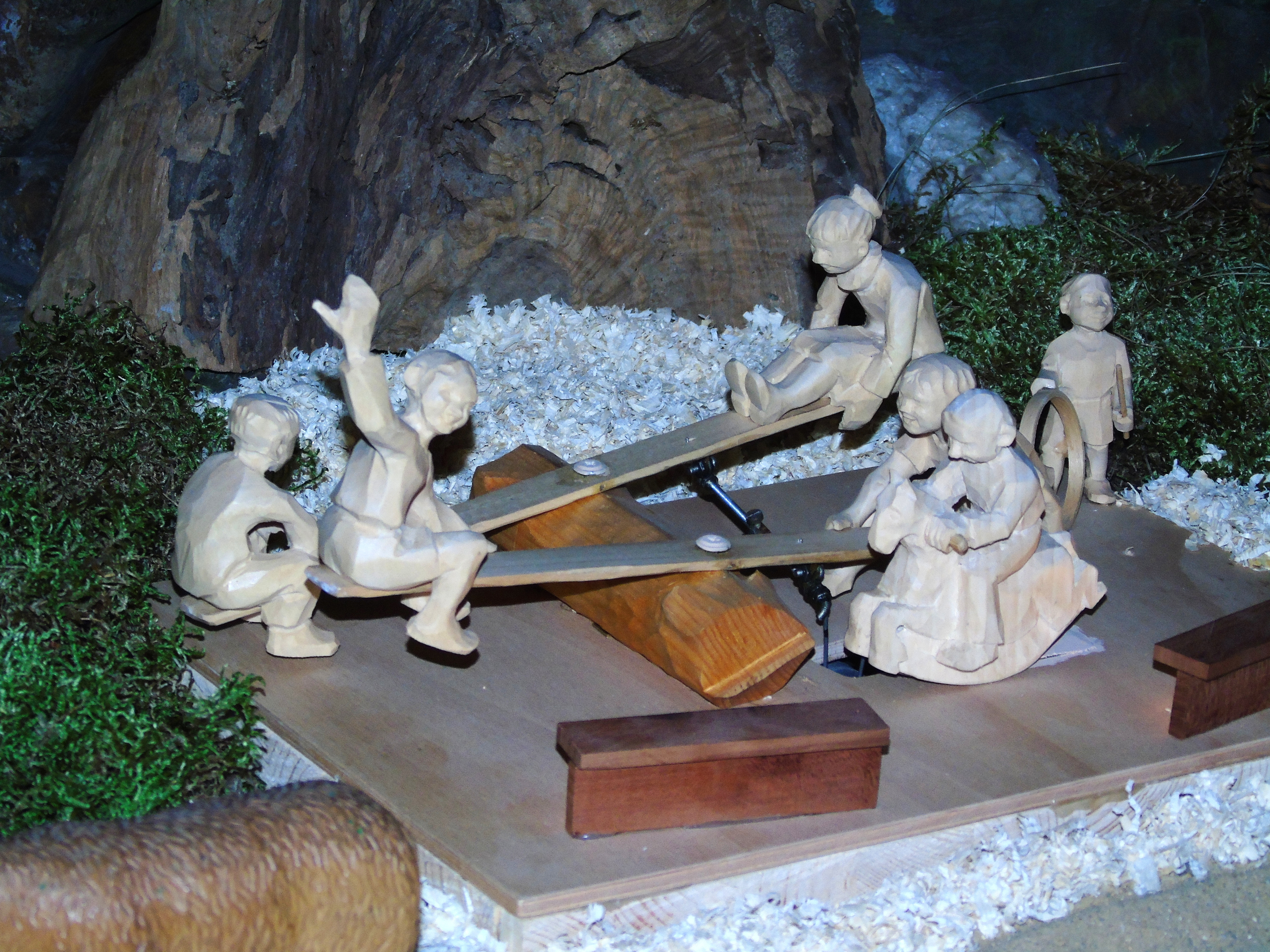
Hrající si děti, vytvořil František Nedomlel.